# Adriano Correia
Adriano Correia Claro, noto semplicemente come Adriano Correia (Curitiba, 26 ottobre 1984), è un ex calciatore brasiliano, di ruolo difensore o centrocampista.

## Caratteristiche tecniche
Di ruolo terzino sinistro, era versatile in quanto poteva giocare anche da esterno di centrocampo per via delle sue capacità in fase offensiva, oltre che da terzino destro. Considerato ambidestro, il suo piede naturale era il sinistro.

## Carriera

### Club

#### I primi anni e il Siviglia
Nato a Curitiba, Paraná, Correia ha iniziato a giocare da professionista per il suo club natale, il Coritiba Foot Ball Club, facendo il suo debutto in prima squadra non ancora diciottenne. Nel gennaio del 2005, è passato al Siviglia firmando un contratto di quattro anni e mezzo; il suo debutto in Primera División arriva il 29 gennaio, in una sconfitta in casa per 0-4 contro i campioni di allora dell'Barcellona. Gli andalusi, comunque, finirono al sesto posto e si qualificarono per la Coppa UEFA.
Nelle stagioni seguenti Correia continua a giocare in diverse posizioni per il Siviglia con uguale successo vincendo due Coppa UEFA di seguito, giocando 25 partite e segnando 4 gol in entrambe le edizioni. Nel finale della seconda edizione ha aperto le marcature nella gara contro l'RCD Espanyol (vittoria finale ai calci di rigore); in precedenza, alla fine di settembre del 2006, aveva aggiunto altri cinque anni di contratto. Dopo tre anni di residenza nel paese gli è stata concessa la cittadinanza spagnola.
Correia ha lottato con alcuni infortuni durante la stagione 2009-10 ma ha comunque contribuito con 27 partite (nessun gol) con il Siviglia, ed è arrivato quarto in campionato qualificandosi per l'UEFA Champions League.

#### Barcellona
Il 16 luglio 2010 Correia ha firmato un contratto di quattro anni più uno di bonus con il Barcellona, per 9 milioni e mezzo di euro più un bonus di quattro milioni, con l'inclusione di una clausola rescissoria di 90 milioni. Gli è stata assegnata la maglia blaugrana numero 21, lasciata libera dall'ucraino Dmytro Chygrynskiy, ritornato dopo una sola stagione in Ucraina. Ha fatto il suo debutto in un'amichevole pre-campionato contro il Vålerenga Fotball, giocando nella seconda metà di gara. Il 14 agosto arriva la prima presenza ufficiale nella prima tappa della Supercoppa nazionale in una sconfitta per 1-3 contro il Siviglia.
Correia ha trascorso la maggior parte della sua prima stagione con il Barça come sostituto. Il 2 febbraio 2011 ha segnato il suo primo gol per i catalani, la rete del 3-0 in semifinale contro l'UD Almería in Coppa del Re (8-0 complessivo). Nel 2011 si è laureato capocannoniere della Coppa del mondo per club FIFA 2011, peraltro vinta dal Barcellona, a pari merito con il compagno Lionel Messi.

#### Besiktas
Il 29 luglio 2016, dopo sei stagioni al Barcellona, viene venduto ai turchi del Besiktas per 600.000 euro, che potevano arrivare a 1,7 milioni in caso di qualificazione alla successiva Champions League.

#### Atletico Paranaense
Nell'estate del 2019 viene messo sotto contratto dall'Atletico Paranaense, tornando così in patria.

#### KAS Eupen e ritiro
Il 13 agosto 2020 torna in Europa, venendo acquistato dal KAS Eupen, club militante nella massima divisione del campionato belga, con cui firma un contratto biennale. A luglio 2021, decide di non rinnovare il contratto, rimanendo svincolato
Il 1º luglio 2022, si ritira ufficialmente dal calcio giocato.

### Nazionale
Nel 2003, poco dopo aver aiutato l'U-20 a vincere il Campionato mondiale, Correia ha fatto la sua prima presenza in squadra maggiore sempre nello stesso anno. Nel 2004 ha fatto parte della squadra che ha vinto la Copa América, in Perù.

## Statistiche

### Presenze e reti nei club
Statistiche aggiornate al 30 aprile 2021.
| Stagione                    | Squadra                     | Campionato                  | Campionato | Campionato | Coppa nazionale | Coppa nazionale | Coppa nazionale | Coppe continentali | Coppe continentali | Coppe continentali | Altre coppe | Altre coppe | Altre coppe | Totale | Totale |
| Stagione                    | Squadra                     | Comp                        | Pres       | Reti       | Comp            | Pres            | Reti            | Comp               | Pres               | Reti               | Comp        | Pres        | Reti        | Pres   | Reti   |
| --------------------------- | --------------------------- | --------------------------- | ---------- | ---------- | --------------- | --------------- | --------------- | ------------------ | ------------------ | ------------------ | ----------- | ----------- | ----------- | ------ | ------ |
| 2002                        | Coritiba                    | A                           | 23         | 0          | -               | -               | -               | -                  | -                  | -                  | -           | -           | -           | 23     | 0      |
| 2003                        | Coritiba                    | A                           | 31         | 0          | -               | -               | -               | -                  | -                  | -                  | -           | -           | -           | 31     | 0      |
| 2004                        | Coritiba                    | A                           | 27         | 2          | -               | -               | -               | -                  | -                  | -                  | -           | -           | -           | 27     | 2      |
| Totale Coritiba             | Totale Coritiba             | Totale Coritiba             | 81         | 2          |                 | -               | -               |                    | -                  | -                  |             | -           | -           | 81     | 2      |
| 2004-2005                   | Siviglia                    | PD                          | 16         | 2          | CR              | -               | -               | CU                 | 4                  | 1                  | -           | -           | -           | 20     | 3      |
| 2005-2006                   | Siviglia                    | PD                          | 32         | 3          | CR              | 0               | 0               | CU                 | 13                 | 3                  | -           | -           | -           | 45     | 6      |
| 2006-2007                   | Siviglia                    | PD                          | 26         | 2          | CR              | 3               | 0               | CU                 | 11                 | 1                  | SU          | 1           | 0           | 41     | 3      |
| 2007-2008                   | Siviglia                    | PD                          | 27         | 1          | CR              | -               | -               | UCL                | 6                  | 0                  | -           | -           | -           | 33     | 1      |
| 2008-2009                   | Siviglia                    | PD                          | 29         | 3          | CR              | 6               | 1               | CU                 | 5                  | 1                  | -           | -           | -           | 40     | 5      |
| 2009-2010                   | Siviglia                    | PD                          | 27         | 0          | CR              | 4               | 0               | UCL                | 4                  | 1                  | -           | -           | -           | 35     | 1      |
| Totale Siviglia             | Totale Siviglia             | Totale Siviglia             | 157        | 11         |                 | 13              | 1               |                    | 43                 | 7                  |             | 1           | 0           | 214    | 19     |
| 2010-2011                   | Barcellona                  | PD                          | 15         | 0          | CR              | 8               | 1               | UCL                | 6                  | 0                  | SS          | 2           | 0           | 31     | 1      |
| 2011-2012                   | Barcellona                  | PD                          | 26         | 1          | CR              | 3               | 0               | UCL                | 7                  | 0                  | SS+SU+Cmc   | 2+1+1       | 0+0+2       | 40     | 3      |
| 2012-2013                   | Barcellona                  | PD                          | 23         | 5          | CR              | 3               | 1               | UCL                | 6                  | 0                  | SS          | 2           | 0           | 34     | 6      |
| 2013-2014                   | Barcellona                  | PD                          | 26         | 3          | CR              | 7               | 1               | UCL                | 5                  | 0                  | SS          | 0           | 0           | 38     | 4      |
| 2014-2015                   | Barcellona                  | PD                          | 12         | 0          | CR              | 4               | 2               | UCL                | 7                  | 0                  | -           | -           | -           | 23     | 2      |
| 2015-2016                   | Barcellona                  | PD                          | 9          | 0          | CR              | 6               | 0               | UCL                | 3                  | 1                  | SU+SS+Cmc   | 0+1+1       | 0           | 20     | 1      |
| Totale Barcellona           | Totale Barcellona           | Totale Barcellona           | 115        | 9          |                 | 31              | 5               |                    | 35                 | 1                  |             | 10          | 2           | 190    | 17     |
| 2016-2017                   | Beşiktaş                    | SL                          | 31         | 1          | TK              | 3               | 0               | UCL+UEL            | 6+4                | 1+0                | ST          | 1           | 0           | 45     | 2      |
| 2017-2018                   | Beşiktaş                    | SL                          | 25         | 2          | TK              | 5               | 0               | UCL                | 6                  | 0                  | ST          | 1           | 0           | 37     | 2      |
| 2018-2019                   | Beşiktaş                    | SL                          | 22         | 0          | TK              | 0               | 0               | UEL                | 7                  | 0                  | -           | -           | -           | 29     | 0      |
| Totale Beşiktaş             | Totale Beşiktaş             | Totale Beşiktaş             | 78         | 3          |                 | 8               | 0               |                    | 23                 | 1                  |             | 2           | 0           | 111    | 4      |
| 2019                        | Athletico Paranaense        | CP+A                        | 0+11       | 0+1        | CB              | 0               | 0               | CL                 | 0                  | 0                  | -           | -           | -           | 11     | 1      |
| gen.-ago. 2020              | Athletico Paranaense        | CP+A                        | 4+0        | 0+0        | CB              | 0               | 0               | CL                 | 2                  | 0                  | SB          | 0           | 0           | 6      | 0      |
| Totale Athletico Paranaense | Totale Athletico Paranaense | Totale Athletico Paranaense | 15         | 1          |                 | 0               | 0               |                    | 2                  | 0                  |             | 0           | 0           | 17     | 1      |
| ago.2020-2021               | Eupen                       | JPL                         | 24         | 0          | CB              | 2               | 0               | -                  | -                  | -                  | -           | -           | -           | 26     | 0      |
| Totale carriera             | Totale carriera             | Totale carriera             | 460        | 26         |                 | 54              | 6               |                    | 101                | 9                  |             | 12          | 2           | 639    | 43     |

### Cronologia presenze e reti in Nazionale
| Cronologia completa delle presenze e delle reti in nazionale ― Brasile | Cronologia completa delle presenze e delle reti in nazionale ― Brasile | Cronologia completa delle presenze e delle reti in nazionale ― Brasile | Cronologia completa delle presenze e delle reti in nazionale ― Brasile | Cronologia completa delle presenze e delle reti in nazionale ― Brasile | Cronologia completa delle presenze e delle reti in nazionale ― Brasile | Cronologia completa delle presenze e delle reti in nazionale ― Brasile | Cronologia completa delle presenze e delle reti in nazionale ― Brasile |
| Data                                                                   | Città                                                                  | In casa                                                                | Risultato                                                              | Ospiti                                                                 | Competizione                                                           | Reti                                                                   | Note                                                                   |
| ---------------------------------------------------------------------- | ---------------------------------------------------------------------- | ---------------------------------------------------------------------- | ---------------------------------------------------------------------- | ---------------------------------------------------------------------- | ---------------------------------------------------------------------- | ---------------------------------------------------------------------- | ---------------------------------------------------------------------- |
| 13-7-2003                                                              | Città del Messico                                                      | Messico                                                                | 1 – 0                                                                  | Brasile                                                                | Gold Cup 2003 - 1º turno                                               | -                                                                      |                                                                        |
| 15-7-2003                                                              | Città del Messico                                                      | Honduras                                                               | 1 – 2                                                                  | Brasile                                                                | Gold Cup 2003 - 1º turno                                               | -                                                                      |                                                                        |
| 19-7-2003                                                              | Miami                                                                  | Colombia                                                               | 0 – 2                                                                  | Brasile                                                                | Gold Cup 2003 - 1º turno                                               | -                                                                      |                                                                        |
| 23-7-2003                                                              | Miami                                                                  | Stati Uniti                                                            | 1 – 2 gg                                                               | Brasile                                                                | Gold Cup 2003 - Semifinale                                             | -                                                                      | 62’                                                                    |
| 27-7-2003                                                              | Città del Messico                                                      | Brasile                                                                | 0 – 1 gg                                                               | Messico                                                                | Gold Cup 2003 - Finale                                                 | -                                                                      | 60’                                                                    |
| 18-8-2004                                                              | Port-au-Prince                                                         | Haiti                                                                  | 0 – 6                                                                  | Brasile                                                                | Amichevole                                                             | -                                                                      | 60’                                                                    |
| 10-10-2006                                                             | Stoccolma                                                              | Brasile                                                                | 2 – 1                                                                  | Ecuador                                                                | Amichevole                                                             | -                                                                      |                                                                        |
| 15-11-2006                                                             | Basilea                                                                | Svizzera                                                               | 1 – 2                                                                  | Brasile                                                                | Amichevole                                                             | -                                                                      |                                                                        |
| 11-10-2010                                                             | Derby                                                                  | Brasile                                                                | 2 – 0                                                                  | Ucraina                                                                | Amichevole                                                             | -                                                                      | 46’                                                                    |
| 4-6-2011                                                               | Goiânia                                                                | Brasile                                                                | 0 – 0                                                                  | Paesi Bassi                                                            | Amichevole                                                             | -                                                                      | 85’                                                                    |
| 7-10-2011                                                              | San José                                                               | Costa Rica                                                             | 0 – 1                                                                  | Brasile                                                                | Amichevole                                                             | -                                                                      |                                                                        |
| 11-10-2011                                                             | Torreón                                                                | Messico                                                                | 1 – 2                                                                  | Brasile                                                                | Amichevole                                                             | -                                                                      | 46’                                                                    |
| 10-11-2011                                                             | Libreville                                                             | Gabon                                                                  | 0 – 2                                                                  | Brasile                                                                | Amichevole                                                             | -                                                                      | 83’                                                                    |
| 10-9-2012                                                              | Recife                                                                 | Brasile                                                                | 8 – 0                                                                  | Cina                                                                   | Amichevole                                                             | -                                                                      | 71’                                                                    |
| 11-10-2012                                                             | Malmö                                                                  | Brasile                                                                | 6 – 0                                                                  | Iraq                                                                   | Amichevole                                                             | -                                                                      |                                                                        |
| 16-10-2012                                                             | Breslavia                                                              | Giappone                                                               | 0 – 4                                                                  | Brasile                                                                | Amichevole                                                             | -                                                                      |                                                                        |
| 6-2-2013                                                               | Londra                                                                 | Inghilterra                                                            | 2 – 1                                                                  | Brasile                                                                | Amichevole                                                             | -                                                                      | 70’                                                                    |
| Totale                                                                 |                                                                        | Presenze                                                               | 17                                                                     |                                                                        | Reti                                                                   | 0                                                                      |                                                                        |

## Palmarès

### Club

#### Competizioni statali
- Campionato Paranaense: 2

Coritiba: 2003, 2004

#### Competizioni nazionali
- Coppa di Spagna: 5

Siviglia: 2006-2007, 2009-2010
Barcellona: 2011-2012, 2014-2015, 2015-2016
- Supercoppa di Spagna: 4

Siviglia: 2007
Barcellona: 2010, 2011, 2013
- Campionato spagnolo: 4

Barcellona: 2010-2011, 2012-2013, 2014-2015, 2015-2016
- Campionato turco: 1

Besiktas: 2016-2017

#### Competizioni internazionali
- Coppa UEFA: 2

Siviglia: 2005-2006, 2006-2007
- Supercoppa UEFA: 3

Siviglia: 2006
Barcellona: 2011, 2015
- UEFA Champions League: 2

Barcellona: 2010-2011, 2014-2015
- Coppa del mondo per club: 2

Barcellona: 2011, 2015

### Nazionale
- Campionato mondiale Under-20: 1

2003
- Coppa America: 1

2004

### Individuale
- Capocannoniere della Coppa del mondo per club FIFA: 1

2011 (2 gol, a pari merito con Lionel Messi)